# Benji Villalobos
Benji Oldaí Villalobos Segovia (El Tránsito, 15 de julio de 1988) es un futbolista salvadoreño. Juega de guardameta en la selección de El Salvador y también en su actual equipo el Club Deportivo Águila de la Primera División de El Salvador.

## Trayectoria
Inició su carrera en el fútbol con los equipos de Segunda División UDET de El Tránsito y la Universidad Gerardo Barrios. Llegó al club Águila de San Miguel el año 2006, adonde se afianzó en la titularidad en el Torneo Clausura 2012. Con el equipo aguilucho logró coronarse campeón de ese torneo con una destacada actuación en el juego final.

### Selección nacional
Con la selección nacional de El Salvador, Villalobos debutó como titular el 7 de septiembre de 2010 ante Guatemala en Washington D. C., Estados Unidos. También fue convocado para la clasificación de Concacaf para la Copa Mundial de Fútbol de 2014, en la que jugó de titular en dos partidos; y la Copa de Oro de la Concacaf 2013.
En el año 2013, Villalobos se vio involucrado en el escándalo de amaños en juegos de la selección nacional salvadoreña, por lo que la federación de fútbol de dicho país le suspendió por seis meses de toda actividad futbolística el día 10 de octubre.

## Clubes
Actualizado al último partido jugado el 11 de mayo de 2025.
| Club Deportivo Águila · El Salvador         | 1.ª                 | 2006-07             |     |        |   |   |    |      |     |        |
| Club Deportivo Águila · El Salvador         | 1.ª                 | 2007-08             | 1   | (2)    | - | - | -  | -    | 1   | (2)    |
| Club Deportivo Águila · El Salvador         | 1.ª                 | 2008-09             |     |        |   |   |    |      |     |        |
| Club Deportivo Águila · El Salvador         | 1.ª                 | 2009-10             |     |        |   |   |    |      |     |        |
| Club Deportivo Águila · El Salvador         | 1.ª                 | 2010-11             |     |        |   |   |    |      |     |        |
| Club Deportivo Águila · El Salvador         | 1.ª                 | 2011-12             | 18  | (18)   | - | - | -  | -    | 18  | (18)   |
| Club Deportivo Águila · El Salvador         | 1.ª                 | 2012-13             | 35  | 1(47)  | - | - | 3  | (13) | 38  | 1(60)  |
| Club Deportivo Águila · El Salvador         | 1.ª                 | 2013-14             | 14  | (20)   | - | - | -  | -    | 14  | (20)   |
| Club Deportivo Águila · El Salvador         | 1.ª                 | 2014-15             | 36  | (28)   | - | - | -  | -    | 36  | (28)   |
| Club Deportivo Águila · El Salvador         | 1.ª                 | 2015-16             | 48  | (32)   | - | - | -  | -    | 48  | (32)   |
| Club Deportivo Águila · El Salvador         | 1.ª                 | 2016-17             | 45  | (33)   | - | - | -  | -    | 45  | (33)   |
| Club Deportivo Águila · El Salvador         | 1.ª                 | 2017-18             | 39  | (51)   | - | - | 3  | (3)  | 42  | (54)   |
| Club Deportivo Águila · El Salvador         | 1.ª                 | 2018-19             | 49  | (43)   | - | - | -  | -    | 49  | (43)   |
| Club Deportivo Águila · El Salvador         | 1.ª                 | 2019-20             | 32  | (27)   | - | - | 2  | (2)  | 34  | (29)   |
| Club Deportivo Águila · El Salvador         | 1.ª                 | 2020-21             | 39  | 1(31)  | - | - | -  | -    | 39  | 1(31)  |
| Club Deportivo Águila · El Salvador         | 1.ª                 | 2021-22             | 41  | (35)   | - | - | -  | -    | 41  | (35)   |
| Club Deportivo Águila · El Salvador         | 1.ª                 | 2022-23             | 14  | (12)   | - | - | 2  | (4)  | 16  | (16)   |
| Club Deportivo Águila · El Salvador         | 1.ª                 | 2023-24             | 3   | (4)    | - | - | 1  | (3)  | 4   | (7)    |
| Club Deportivo Águila · El Salvador         | 1.ª                 | 2024-25             | 31  | (26)   | - | - | 5  | (3)  | 36  | (29)   |
| Club Deportivo Águila · El Salvador         | 1.ª                 | 2025-26             |     |        |   |   |    |      |     |        |
| Club Deportivo Águila · El Salvador         | Total               | Total               | 445 | 2(409) | 0 | 0 | 16 | (28) | 461 | 2(437) |
| Total en su carrera                         | Total en su carrera | Total en su carrera | 445 | 2(409) | 0 | 0 | 16 | (28) | 461 | 2(437) |
| (2) No incluye goles en partidos amistosos. |                     |                     |     |        |   |   |    |      |     |        |

### Segunda División de El Salvador
| Club                        | País        | Año  |
| --------------------------- | ----------- | ---- |
| C.D. UDET                   | El Salvador | 2004 |
| Universidad Gerardo Barrios | El Salvador | 2005 |

### Selección nacional
| Selección                                      | Año                 | Partidos | Goles |
| ---------------------------------------------- | ------------------- | -------- | ----- |
| El Salvador                                    |                     |          |       |
| 2010                                           | 1                   | (2)      |       |
| 2011                                           | 0                   | 0        |       |
| 2012                                           | 6                   | (9)      |       |
| 2013                                           | 1                   | 0        |       |
| 2014                                           | 0                   | 0        |       |
| 2015                                           | 0                   | 0        |       |
| 2016                                           | 0                   | 0        |       |
| 2017                                           | 9                   | (13)     |       |
| 2018                                           | 0                   | 0        |       |
| 2019                                           | 0                   | 0        |       |
| 2020                                           | 1                   | (1)      |       |
| 2021                                           | 1                   | (1)      |       |
| 2022                                           | 0                   | 0        |       |
| 2023                                           | 0                   | 0        |       |
| 2024                                           | 0                   | 0        |       |
| Total en su carrera                            | Total en su carrera | 19       | (26)  |
| Estadísticas hasta el 9 de septiembre de 2024. |                     |          |       |

## Palmarés

### Trofeos nacionales
| Título                   | Club                  | País        | Año  |
| ------------------------ | --------------------- | ----------- | ---- |
| Torneo Clausura          | Club Deportivo Águila | El Salvador | 2012 |
| Torneo Clausura          | Club Deportivo Águila | El Salvador | 2019 |
| Supercopa de El Salvador | Club Deportivo Águila | El Salvador | 2019 |
| Torneo Apertura          | Club Deportivo Águila | El Salvador | 2023 |
| Supercopa de El Salvador | Club Deportivo Águila | El Salvador | 2024 |